# Amós Rodríguez Rey
Amós Rodríguez Rey (Cádiz, 10 de octubre de 1926- Sevilla, 4 de marzo de 1996), fue un cantaor flamenco y flamencólogo español, hermano del también cantaor Beni de Cádiz.
Miembro de la Cátedra de Flamencología y Estudios Folclóricos Andaluces, se le considera un gran conocedor de los estilos de su tierra y pronunció numerosas conferencias ilustradas por él mismo. También participó en grabaciones, en particular el Archivo del cante flamenco dirigido en 1968 por José Manuel Caballero Bonald.